# ハビロイトトンボ
ハビロイトトンボ (Megaloprepus caerulatus) は中南米に生息するイトトンボの一種。ハビロイトトンボ属は単型である。翼開長は19 cmに達し、現生のトンボとしては最大である。大きさと翅の模様から、飛ぶ姿は「青と白に瞬くビーコンのよう」と形容される。
成体は造網性のクモを捕食する。雄は水の溜まった樹洞を縄張りとし、雌はそこに産卵する。ヤゴは樹洞の頂点捕食者であり、オタマジャクシや水生昆虫などを食べる。

## 幼生
樹洞などに溜まった水の中（ファイトテルマータ）に産卵する。卵の孵化には、最短で18日、最長で半年かかる。これは、孵化する時期をずらすことで、樹洞内の捕食者が存在しない時に孵化する確率を上げるためである。
他のトンボのように、ヤゴは肉食性である。餌は主にボウフラだが、オタマジャクシ・ハナアブやユスリカの幼虫・他のヤゴなども餌となる。溶存酸素の少ない環境に適応するため、腹端の尾鰓は幅広く、細かい褶がある。各尾鰓には白点があり、他種のヤゴとは容易に区別できる。
1つの樹洞には最大で13匹、1匹あたり約250個の卵が産み付けられる。しかし、ヤゴは積極的な共食いを行い、最終的に水1-2 L中に1個体程度の密度となる。だが縄張りを持つわけではない。

## 成体
体色は暗褐色から黒で、黄色い模様がある。翅は半透明であり、先端の1/3程度は暗青色で、先端に白い斑点がある。雄では暗青色の帯の内側に、白い帯がある。
本種の雄は雌より大きいが、これは普通のトンボとは逆である。腹部の長さは10 cm、翼開長は19 cmに達し、この翼開長はトンボ中最大である。体サイズは地域によって異なり、パナマのバロ・コロラド島の個体はコスタリカのLa Selva Biological Stationやベラクルス州のLos Tuxtlasの個体より小さい。
成体の寿命は最大7か月。

### 摂餌
ハビロイトトンボ科に属する他種と同じように、造網性のクモを餌とする。狩りを行うのは直射日光の当たる林間ギャップであり、これは網を視認しやすくすることで、絡まるのを防ぐためだと考えられる。網を発見すると、まずクモに正対し、後退する。次に高速で飛び出し、脚でクモを捕獲する。そして再度後退して網から離れ、クモの脚を取り外した後で食べる。

### 繁殖
多くの樹洞の水は1 L以下であるが、巨大なものでは50 Lもの水を蓄えることがある。雄はそのような巨大な樹洞を縄張りとし、産卵に訪れた雌と交尾する。
巨大な樹洞には
- 多数のヤゴが生存できる
- 餌生物の密度が高く、ヤゴの成長が速い
- 乾季にも干上がることがない

などの様々な利点がある。このため、小さな樹洞からは年に1-2回しか成虫が羽化することができないが、大きな樹洞からは年に3回、合計して数十匹の成虫が羽化することができる。また、大きな樹洞では、より成長の遅い近縁種、ハラナガイトトンボ属 Mecistogaster が存在する場合でも、本種の生存率が上がる。小さな樹洞にこの種が存在した場合、後に孵化した他種・他個体が駆逐されてしまう。だが、大きな樹洞では逃げ場が多いため、本種は成長の速さを活かして他種よりも優位に立つことができる。さらに、獲物が多いために、大きな樹洞から羽化した雄は大型になる傾向があり、性成熟時に広い縄張りを持つことができる。
雄は他の雄に対して追跡・体当たりを仕掛け、自身の縄張りを守る。雌に対しては、自身と交尾する前に樹洞を利用することは許さないが、縄張りから離れる雌を追うことはない。交尾器の形態からすると、他のトンボと同じように、交尾時の雄は他の雄の精子を掻き出すことができる。この点では、雌は体の大きさを基準に交尾相手を選ばず、小型の雄との交尾後に、縄張り外の樹洞に産卵することもある。

## 保護
長距離の飛行ができないため、止まり木のない開けた草地に出ることはない。このため生息地を拡大することが困難で、生息地分断化の恐れがある。だが、樹洞さえあれば二次林でも繁殖することはできる。ヤゴがボウフラを捕食することで、衛生害虫であるカの個体数が減ることが指摘されており、この観点からも本種の保護には意義があるといえる